# Dimitris Teodoru
Dimitris Teodoru (gr. Δημήτρης Θεοδώρου; ur. 10 września 1997 w Aradipu) – cypryjski piłkarz grający na pozycji napastnika w klubie APOEL FC.

## Kariera juniorska
Teodoru zaczął grać jako junior w Omonii Aradipu w wieku 6 lat.

## Kariera seniorska

### Omonia Aradipu
Teodoru zadebiutował w pierwszej drużynie Omonii Aradipu 4 stycznia 2014. W tamtym sezonie wystąpił jeszcze w siedmiu starciach. Łącznie dla tego klubu Teodoru rozegrał 130 meczów ligowych, strzelając 17 goli.

### Enosis Neon Paralimni
Teodoru przeszedł do Enosis Neon Paralimni 16 lipca 2019. Debiut dla tego zespołu zaliczył 26 sierpnia 2019 w przegranym 3:4 spotkaniu przeciwko Ethnikosowi Achna. Pierwszego gola strzelił 5 października 2019 w meczu z Doksą Katokopia (wyg. 1:3), notując dublet. Ostatecznie w barwach Enosis Neon Paralimni Cypryjczyk wystąpił 62 razy, zdobywając 13 bramek.

### APOEL FC
29 czerwca 2021 Teodoru podpisał trzyletnią umowę z APOEL-em FC. Zadebiutował on dla tego klubu 21 sierpnia 2021 w meczu z Pafos FC.

## Kariera reprezentacyjna

### Cypr
W listopadzie 2019 Teodoru został po raz pierwszy powołany do reprezentacji Cypru. Zadebiutował w niej 16 listopada w przegranym 1:2 spotkaniu ze Szkocją, kiedy to na boisko wszedł w 77 minucie zastępując Charalambosa Kiriaku. W marcu 2022 dostał po raz drugi powołanie do kadry, jednak nie zagrał wtedy żadnego meczu.

## Statystyki

### Klubowe
(aktualne na dzień 3 grudnia 2022)
| Klub                  | Sezon              | Liga                      | Liga  | Liga   | Puchar kraju | Puchar kraju | Europa | Europa | Suma  | Suma   |
| Klub                  | Sezon              | Liga                      | Mecze | Bramki | Mecze        | Bramki       | Mecze  | Bramki | Mecze | Bramki |
| --------------------- | ------------------ | ------------------------- | ----- | ------ | ------------ | ------------ | ------ | ------ | ----- | ------ |
| Omonia Aradipu        | 2013/14            | Protathlima B’ Kategorias | 8     | 0      | ?            | ?            | –      | –      | ?     | ?      |
| Omonia Aradipu        | 2014/15            | Protathlima B’ Kategorias | 23    | 3      | ?            | ?            | –      | –      | ?     | ?      |
| Omonia Aradipu        | 2015/16            | Protathlima B’ Kategorias | 21    | 0      | ?            | ?            | –      | –      | ?     | ?      |
| Omonia Aradipu        | 2016/17            | Protathlima B’ Kategorias | 24    | 1      | ?            | ?            | –      | –      | ?     | ?      |
| Omonia Aradipu        | 2017/18            | Protathlima B’ Kategorias | 24    | 5      | ?            | ?            | –      | –      | ?     | ?      |
| Omonia Aradipu        | 2018/19            | Protathlima B’ Kategorias | 30    | 4      | ?            | ?            | –      | –      | ?     | ?      |
| Omonia Aradipu        | Ogólnie            | Ogólnie                   | 130   | 17     | ?            | ?            | 0      | 0      | ?     | ?      |
| Enosis Neon Paralimni | 2019/20            | Protathlima A’ Kategorias | 22    | 7      | 2            | 0            | –      | –      | 24    | 7      |
| Enosis Neon Paralimni | 2020/21            | Protathlima A’ Kategorias | 38    | 6      | 0            | 0            | –      | –      | 38    | 6      |
| Enosis Neon Paralimni | Ogólnie            | Ogólnie                   | 60    | 13     | 2            | 0            | 0      | 0      | 62    | 13     |
| APOEL FC              | 2021/22            | Protathlima A’ Kategorias | 29    | 0      | 5            | 0            | –      | –      | 34    | 0      |
| APOEL FC              | 2022/23            | Protathlima A’ Kategorias | 2     | 0      | 0            | 0            | 5      | 0      | 7     | 0      |
| APOEL FC              | Ogólnie            | Ogólnie                   | 31    | 0      | 5            | 0            | 5      | 0      | 41    | 0      |
| Ogólnie w karierze    | Ogólnie w karierze | Ogólnie w karierze        | 221   | 30     | ?            | ?            | 5      | 0      | ?     | ?      |

### Reprezentacyjne
| Reprezentacja      | Rok                | Mecze | Bramki |
| ------------------ | ------------------ | ----- | ------ |
| Cypr               | 2019               | 1     | 0      |
| Ogólnie w karierze | Ogólnie w karierze | 1     | 0      |

| Mecze i gole w reprezentacji | Mecze i gole w reprezentacji | Mecze i gole w reprezentacji | Mecze i gole w reprezentacji | Mecze i gole w reprezentacji | Mecze i gole w reprezentacji | Mecze i gole w reprezentacji | Mecze i gole w reprezentacji         |
| Cypr                         | Cypr                         | Cypr                         | Cypr                         | Cypr                         | Cypr                         | Cypr                         | Cypr                                 |
| Lp.                          | Data                         | Miejsce                      | Gospodarz                    | Gość                         | Wynik                        | Gol                          | Rozgrywki                            |
| ---------------------------- | ---------------------------- | ---------------------------- | ---------------------------- | ---------------------------- | ---------------------------- | ---------------------------- | ------------------------------------ |
| 1.                           | 16.11.2019                   | Nikozja                      | Cypr                         | Szkocja                      | 1:2                          |                              | Mistrzostwa Europy 2020 – eliminacje |